# Berthold Wulf
Pour les articles homonymes, voir Wulf.
Berthold Wulf, né le 2 juillet 1926 à Hanovre (République de Weimar) et mort le 11 juin 2012 à Müllheim (Suisse), est un philosophe, poète, prêtre et orateur allemand qui habitait à Zurich depuis 1963. 
Son œuvre consiste en 26 livres totalisant 17 343 pages. Grosso modo ses thèmes sont christianisme et anthroposophie.

## Œuvres en allemand (sélection)
- Canticum Mundi. Okeanos Verlag, Zurich
- Ewiges Evangelium. Okeanos Verlag, Zurich
- Melissa. Okeanos Verlag, Zürich
- Goethe und Hegel. Okeanos Verlag, Zurich
- Christentum und Sakrament. Okeanos Verlag, Zurich
- Das Mythische Jahr. Okeanos Verlag, Zurich
- Nur Einen Sommer. Okeanos Verlag, Zurich
- Divinitas Mundi. Okeanos Verlag, Zurich
- Idee Und Liebe. Okeanos Verlag, Zurich
- Gedanke und Gegenwart. Okeanos Verlag, Zurich
- Natur und Geist. Okeanos Verlag, Zurich
- Die Kategorien des Aristoteles. Okeanos Verlag, Zurich
- Im Zeichen Des Rosenkreuzes. Okeanos Verlag, Zurich
- Christologie des Bewusstseins. Okeanos Verlag, Zurich
- Das Jahr unseres Herrn. Okeanos Verlag, Zurich
- Es Kann Geschehen…Bruchstücke einer grossen christlichen Konfession. Okeanos Verlag, Zurich
- Jesus Christus Vere Homo Vere Deus. Okeanos Verlag, Zurich
- Anthropos Sophia. Okeanos Verlag, Zurich
- Gott und Welt und Mensch. Okeanos Verlag, Zurich